# قوشاتپه (اردبیل)
قوشا تپه در اردبیل، ابتدای جاده آستارا، روبروی صداو سیما واقع شده و این اثر در تاریخ ۶ شهریور ۱۳۵۷ با شمارهٔ ثبت ۱۶۵۷ به‌عنوان یکی از آثار ملی ایران به ثبت رسیده است.